# Herbert König
Herbert König (Laxenburg, 14 mei 1911 – Mödling, 24 november 1991) was een Oostenrijkse componist, muziekpedagoog, dirigent en organist.

## Levensloop
König studeerde aan de staatsacademie voor muziek in Wenen en aan de Hochschule für Musik in Wenen, nu: Universität für Musik und darstellende Kunst Wien, bij Franz Schmidt (compositie), Richard Stöhr (muziektheorie) en Oswald Kabasta (orkestdirectie). In 1933 behaalde hij zijn diploma's inclusief het diploma als militaire kapelmeester. Van 1935 tot 1975 was hij als professor voor muziekopleiding aan het Bundesgymnasium in Mödling werkzaam.
Daarnaast werkte hij als componist, dirigent, organist en gastdocent aan de Hochschule für Musik in Wenen. Na de Tweede Wereldoorlog was hij bezig met de heroprichting van de amateuristische blaasmuziekbeoefening en diens organisatie in federaties in de Oostenrijkse deelstaten Neder-Oostenrijk en Opper-Oostenrijk. In 1952 werd hij tot Landeskapellmeister van de blaasmuziekfederatie in Neder-Oostenrijk benoemd.
Als componist schreef hij een aantal werken voor orkest, harmonieorkest, kerkmuziek, vocale muziek en kamermuziek. Van zijn composities voor harmonieorkest werden verschillende werken bij de nationale en internationale wedstrijden verplicht gesteld werden. Zijn werken werden in het binnen- en buitenland uitgevoerd. In 1982 ontving hij de cultuurprijs van de deelstaat Neder-Oostenrijk.

## Composities

### Werken voor harmonieorkest
- 1960: - Tag der Freude
- 1963: - Präludium und Fuge in Bes majeur
- 1965: - Schattenspiele, humoreske
- 1966: - Suite in 3 delen
- 1966: - Kleine Festouvertüre
- 1967: - Corina, ouverture
- 1968: - Choral
- 1968: - Erhebung
- 1969: - Aufruf
- 1969: - Fröhliche Wanderschaft, ouverture
- 1969: - Sarabande
- 1970: - Robin Hood, ouverture
- 1970: - Sinfonietta in Es majeur
- 1971: - Andreas-Maurer-Marsch
- 1971: - Hinaus in die Ferne!, selectie
- 1972: - Kroatische Impressionen, symfonisch gedicht
- 1974: - Österreichische Tänze
- 1975: - Lydia, ouverture
- 1977: - Musica sacra
- 1979: - Aquarelle, suite
- 1979: - Kleine Suite in G majeur
- - Finale
- - Gloria
- - Heitere Ouvertüre
- - Hymnische Musik
- - Schöne weite Welt
- - Simsalabim, ouverture

### Missen en andere kerkmuziek
- 2 missen

### Muziektheater

#### Opera's
| Voltooid in | titel          | aktes | première | libretto         |
| ----------- | -------------- | ----- | -------- | ---------------- |
| 1948        | Spielmann Just |       |          | Heinz Wellhausen |
|             | Der Brauttanz  |       |          |                  |

### Vocale muziek

#### Oratoria
- - Das Lied der Zeit, oratorium

#### Liederen
- 1946: - Vier Lieder, liederencyclus voor zangstem en piano - tekst: Franz Josef Schicht
  1. In der Dämmerung
  2. Wie seltsam, daß ich oft glaube
  3. Wenn wir gestorben sind
  4. Ich bin noch einmal die Wege gegangen

### Kamermuziek
- 1962: - Fünf kleine Sätze, voor 3 klarinetten
- 1963: - Duo, voor dwarsfluit en klarinet
- 1967: - Festfanfare, voor 6 koperblazers en pauken
- 1979: - Kleine suite, voor 3 klarinetten
- 1987: - Intermezzo, voor 3 dwarsfluiten
- - Blaaskwintet in F majeur